# Pontremoli
Pontremoli és un comune (municipi) de la província de Massa i Carrara, a la regió italiana de la Toscana.
Es troba a la vall alta del Magra, a 40 quilòmetres al nord-est de La Spezia per ferrocarril i a 90 quilòmetres al sud-oest de Parma. A 1 de gener de 2019 la seva població era de 7.182 habitants.
Pontremoli limita amb els següents municipis: Berceto, Borgo Val di Taro, Corniglio, Filattiera, Mulazzo, Zeri, Albareto i Villafranca in Lunigiana